# Distretto di Yangpu
Il distretto di Yangpu (cinese semplificato: 杨浦区; cinese tradizionale: 楊浦區; mandarino pinyin: Yángpǔ Qū) è un distretto di Shanghai. Ha una superficie di 60,73 km² e una popolazione di 1.313.000 al 2010.